# Vuolimuš Cieskuljávri
Vuolimuš Cieskuljávri eller Vuolimus Tsieskuljavri eller Tsjieskuljärvi är en sjö i Finland. Den ligger i kommunen Utsjoki i landskapet Lappland, i den norra delen av landet, 1 100 km norr om huvudstaden Helsingfors. Vuolimuš Cieskuljávri ligger 270,3 meter över havet. Arean är 41,9 hektar och strandlinjen är 3,71 kilometer lång. Sjön  ingår i Tana älvs huvudavrinningsområde.   Omgivningarna runt Vuolimuš Cieskuljávri är i huvudsak ett öppet busklandskap.